# Паж

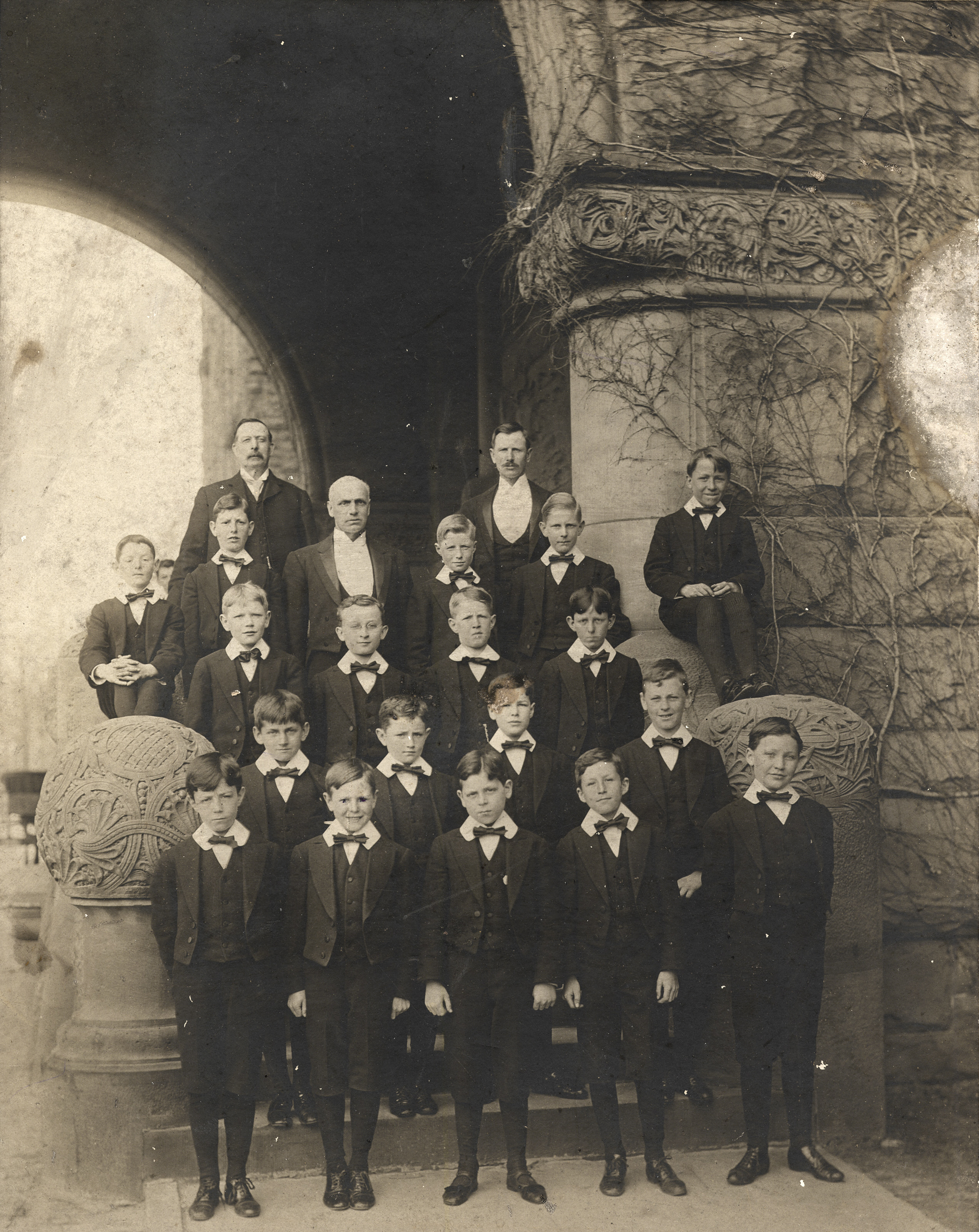
Група пажів в Торонто, 1893.

Паж (фр. page, від лат. pagius — «слуга», від грец. παιδιον — «маленький хлопчик (віком до 12 років)») — у середньовічній Західній Європі хлопчик з шляхетської сім'ї, який перебував на службі (як особистий слуга) в знатної особи; перший ступінь до посвячення в лицарі.
Хлопчик шляхетського походження ставав пажем у віці 7-10 років. За звичаєм його віддавали на виховання досвідченому лицарю, сеньйору, який був родичем або приятелем батьків дитини. Хлопчики, які стали пажами, стріляли з лука, метали спис і камені, вправлялись в бігу, боротьбі, плаванні, верховій їзді, а також виконували обов'язки слуг: супроводжували свого патрона і його дружину, прислуговували за столом і т. ін. Пажів навчали лицарському поводженню і придворним манерам. В 14 років, за умови достатніх успіхів, паж отримував підвищення — ставав зброєносцем (український відповідник джура).
В Росії на початку XVIII століття паж — чин придворної служби, потім одночасно вихованець пажеського корпусу.